# Relaciones Azerbaiyán-Unión Europea
Las relaciones entre Azerbaiyán y la Unión Europea se iniciaron formalmente en 1996 cuando firmó un Tratado de Asociación y cooperación. Este acuerdo marcó el inicio de una relación primordialmente positiva entre Azerbaiyán y la Unión Europea.

## Antecedentes
Hasta la disolución de la Unión Soviética, Azerbaiyán mantuvo poco contacto con la Europa fuera del bloque soviético. Durante la época soviética, Azerbaiyán del Norte (la actual República de Azerbaiyán) se convirtió en la República Democrática de Azerbaiyán. Permaneció como tal hasta que la Corte Suprema de Azerbaiyán declaró la independencia de la Unión Soviética en septiembre de 1989, solo para que esta declaración fuera invalidada por las autoridades en Moscú. El Estado finalmente obtuvo su independencia en agosto de 1991 y se unió a las Naciones Unidas en 1992. A través de su participación en las Naciones Unidas y las políticas gubernamentales, Azerbaiyán llegó a la comunidad internacional, especialmente, Europa y abrió su economía. Así, Azerbaiyán se convirtió en el 43.er Estado en unirse al Consejo de Europa el 25 de enero de 2001. Al hacer esto, Azerbaiyán se abrió todavía más hacia Europa y Occidente. Desde su asociación, Azerbaiyán ha ratificado 50 tratados y ha estado activamente involucrada en el Consejo de Europa.
Como la Unión Europea creció en tamaño y objetivos, lanzó una Política de Vecindad de la Unión Europea, a la cual se unió Azerbaiyán en 2004. El plan de acción de esta política para Azerbaiyán fue adoptada el 14 de noviembre de 2006, tras ser aprobado por el gobierno de Azerbaiyán y la Comisión Europea. Entre los asuntos claves incluidos en el plan se encuentra la inversión en infraestructura en Azerbaiyán, la integración parcial de la economía azerí a la europea y asociaciones para extraer petróleo de la zona del mar Caspio controlada por Azerbaiyán.

## Situación actual
En la actualidad, Azerbaiyán y la Unión Europea están trabajando juntos en busca de sus intereses comunes. Se estableció  un plan de ayuda de tres años para Azerbaiyán, denominado Programa Indicativo Nacional para el cual la  Unión Europea, con un presupuesto de 92 millones de euros para los años 2007-2010. Los objetivos principales de este programa se centraron en desarrollar agencias gubernamentales que ejecuten su trabajo de manera más eficiente y, de esta manera, ayudar a Azerbaiyán a mejorar su infraestructura interna para promover la inversión extranjera y el crecimiento económico. La Unión Europea también creó una oficina del Instrumento Europeo para la Democracia y los Derechos Humanos en Bakú para asesorar al nuevo gobierno democrático de Azerbaiyán y asegurar que los derechos humanos sean respetados.
La Unión Europea y Azerbaiyán son fuertes socios en política energética y están trabajando juntos en varios proyectos. El principal proyecto es la construcción de un oleoducto que conectó la producción en el mar Caspio con Europa, de forma que provea una ruta viable para que el petróleo y el gas natural llegue a los consumidores. La Unión Europea también está apoyando el programa patrocinado por el Estado azerí para incrementar el uso de fuentes de energías alternativas y renovables.
El principal punto de desacuerdo entre Azerbaiyán y la Unión Europea fue hasta 2024 la situación de la región de Alto Karabaj. Este territorio, reclamado tanto por Azerbaiyán como por Armenia, declaró su independencia y eligió a Bako Saakian como su presidente. El Gobierno de Saakian demandaba la completa independencia de la República del Alto Karabaj, usando como precedente la declaración de independencia de Kosovo.